# Austrian International 1970
Die Austrian International 1970 als offene internationale Meisterschaften von Österreich im Badminton fanden vom 28. bis zum 29. November 1970 in Salzburg statt. Es war die vierte Austragung der Titelkämpfe.

## Sieger und Platzierte
| Disziplin    | Gold                                     | Silber                      | Bronze                                |
| ------------ | ---------------------------------------- | --------------------------- | ------------------------------------- |
| Herreneinzel | Hermann Fröhlich                         | Reinhold Pum                | Klaus Katzor                          |
| Herreneinzel | Hermann Fröhlich                         | Reinhold Pum                | Gerd Pigola                           |
| Dameneinzel  | Monika Thiere                            | Ingrid Wieltschnig          | Anke Betz                             |
| Dameneinzel  | Monika Thiere                            | Ingrid Wieltschnig          | Lučka Križman                         |
| Herrendoppel | Franz Beinvogl Siegfried Betz            | Erich Eikelkamp Kral        | Keith Andrews J. G. Pearson           |
| Herrendoppel | Franz Beinvogl Siegfried Betz            | Erich Eikelkamp Kral        | Otto Eckarth Rudi Mahin               |
| Damendoppel  | Ingrid Wieltschnig Elisabeth Wieltschnig | Lučka Križman Breda Križman | Anke Betz Inge Mönch                  |
| Damendoppel  | Ingrid Wieltschnig Elisabeth Wieltschnig | Lučka Križman Breda Križman | Monika Thiere Christine Zierath       |
| Mixed        | Siegfried Betz Anke Betz                 | Franz Beinvogl Inge Mönch   | Erfried Michalowsky Christine Zierath |
| Mixed        | Siegfried Betz Anke Betz                 | Franz Beinvogl Inge Mönch   | Danče Pohar Marta Amf                 |